# Liste der denkmalgeschützten Objekte in Tillmitsch
Die Liste der denkmalgeschützten Objekte in Tillmitsch enthält die 4 denkmalgeschützten, unbeweglichen Objekte der Gemeinde Tillmitsch im steirischen Bezirk Leibnitz.

## Denkmäler
| Foto |                 | Denkmal                                                               | Standort                                  | Beschreibung | Metadaten |
| ---- | --------------- | --------------------------------------------------------------------- | ----------------------------------------- | --- | --- |
| ja   | Datei hochladen | Kath. Filialkirche hl. Maximilian HERIS-ID: 51664 Objekt-ID: 57382    | Maxlon Standort KG: Maxlon                | Die Filialkirche wurde 1384 erstmals urkundlich erwähnt, ist im Kern aber noch romanisch. An das dreijochige Langhaus schließt ein schmälerer Chor an; es sind durchwegs Spitzbogenfenster vorhanden. Das Steinrelief von Maria mit dem Kind über dem Westportal stammt aus der Mitte des 13. Jahrhunderts.                          | BDA-Hist.: Q38046718 Status: § 2a Stand der BDA-Liste: 2025-06-30 Name: Kath. Filialkirche hl. Maximilian GstNr.: .1 Kath. Filialkirche hl. Maximilian (Maxlon, Tillmitsch) |
| ja   | Datei hochladen | Kath. Filialkirche HERIS-ID: 70313 Objekt-ID: 83427                   | Dorfstraße Standort KG: Tillmitsch        | | BDA-Hist.: Q38124747 Status: § 2a Stand der BDA-Liste: 2025-06-30 Name: Kath. Filialkirche GstNr.: .122/1 Kath. Filialkirche Tillmitsch                                     |
| ja   | Datei hochladen | Ortskapelle HERIS-ID: 70314 Objekt-ID: 83428                          | bei Dorfstraße 23 Standort KG: Tillmitsch | | BDA-Hist.: Q38124757 Status: § 2a Stand der BDA-Liste: 2025-06-30 Name: Ortskapelle GstNr.: .68                                                                             |
| ja   | Datei hochladen | Römerzeitliche Hügelgräber Kogläcker HERIS-ID: 37501 Objekt-ID: 36663 | Kogläcker Standort KG: Tillmitsch         | Die Bestattung von Toten in Form von Ascheurnen in Steinkisten oder -kammern, über die ein Hügel aufgeschüttet wurde, gibt es seit der Hallstattzeit, wurde in Süd- und Ostösterreich aber noch bis weit in die römische Zeit fortgeführt. Von den 12 Hügelgräbern, über die im Jahr 1877 berichtet wurde, sind noch drei vorhanden. | BDA-Hist.: Q37975876 Status: Bescheid Stand der BDA-Liste: 2025-06-30 Name: Römerzeitliche Hügelgräber Kogläcker GstNr.: 1191/4                                             |